# Pierre Camara
Pierre Camara (* 10. září 1965) je bývalý francouzský atlet, halový mistr světa v trojskoku.

## Kariéra
V březnu 1993 se v Torontu stal halovým mistrem světa v trojskoku v osobním rekordu 17,59 m. Jeho nejlepší výkon pod širým nebem 17,34 m pochází z kvalifikace trojskokanů na olympiádě v Barceloně v roce 1992 – ve finále pak skončil jedenáctý.